# 兵庫県道476号津井津井港線
兵庫県道476号津井津井港線（ひょうごけんどう476ごう ついついこうせん）は、兵庫県南あわじ市を通る一般県道である。

## 概要
南あわじ市湊から南あわじ市津井に至る。

### 路線データ
- 起点：南あわじ市湊（兵庫県道25号阿万福良湊線交点）
- 終点：南あわじ市津井港（津井港）
- 総延長：1.768 km
- 事前通行規制区間[1]：湊 - 津井

## 地理

### 通過する自治体
- 南あわじ市

### 交差する道路
| 交差する道路             | 交差する場所 | 交差する場所 |
| ------------------------ | ------------ | ------------ |
| 兵庫県道25号阿万福良湊線 | 湊           | 起点         |

### 沿線
- 津井港
- 播磨灘